# Anton Adriaan Mussert
Anton Adriaan Mussert (11. května 1894 – 7. května 1946) byl nizozemský nacistický politik, spoluzakladatel a vůdce strany Nationaal-Socialistische Beweging, kolaborant s německými nacisty, tzv. „vůdce nizozemského lidu“.

## Život
Narodil se dne 11. května 1894 v nizozemské provincii Severní Brabantsko. V roce 1931 se podílel na založení NSB, ve kterém se chopil vedení. Nacionalistickou stranu vedl podle svého německého vzoru – NSDAP. V prosinci 1936 se v Berlíně poprvé setkal s Adolfem Hitlerem. Za německé invaze do Nizozemska se tamější vláda rozhodla členy NSB internovat, Mussert se skrýval na venkově. Po německém vítězství Mussert očekával, že bude okupanty dosazen do čela země. Místo toho byl vytvořen komisariát spravovaný Arthurem Seyss-Inquartem. Nakonec přece jen byl využit jeho potenciál a Mussert kolaboroval s Němci. Stal se „vůdcem nizozemského lidu“. V květnu 1945 obsadili Spojenci území Nizozemska, sám Mussert byl 7. května zatčen. Byl obviněn z velezrady a odsouzen k trestu smrti. Rozsudek byl vykonán zastřelením přesně rok po jeho zatčení – 7. května 1946.